# Stazione di Rieti
La stazione di Rieti è una stazione ferroviaria posta lungo la ferrovia Terni-Sulmona, a servizio del comune di Rieti. È gestita da Rete Ferroviaria Italiana (RFI), che la classifica nella categoria "silver".
In base a tale classificazione, è una delle quattro stazioni più importanti della linea (insieme alle due stazioni porta e a quella dell'Aquila), nonché una delle quattro più importanti della provincia di Rieti (insieme a Fara Sabina, Poggio Mirteto e Stimigliano poste sulla Roma-Orte).
È previsto che sia punto di diramazione della ferrovia Rieti-Passo Corese in direzione di Roma e in passato doveva esserlo anche per la ferrovia Rieti-Avezzano.

## Storia

### Progettazione e costruzione

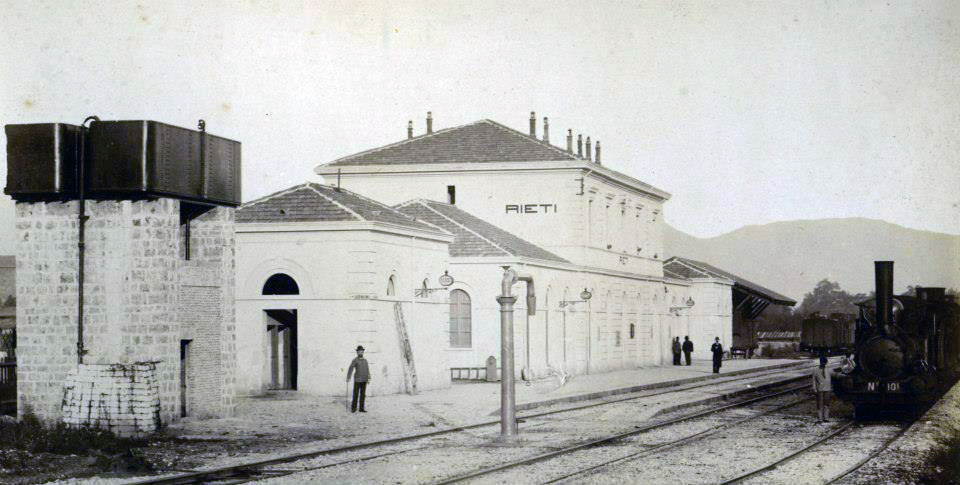
La stazione poco prima della sua inaugurazione, nel 1882

La stazione venne inaugurata il 30 ottobre 1883 con l'apertura del tratto Rocca di Corno - Terni. Venne costruita immediatamente fuori dalla città, a nord dell'abitato, che all'epoca era interamente compreso all'interno delle mura; la successiva espansione urbanistica verso nord fuori dalla cinta medievale ha fatto sì che la stazione abbia acquisito una posizione ancora più centrale. In occasione della sua costruzione fu demolito il tratto della cinta muraria medievale di quasi duecento metri antistante la stazione, che prima di allora chiudeva il lato nord di piazza Mazzini, in modo che i viaggiatori potessero avere un accesso diretto alla piazza e quindi al centro storico.

### Esercizio
Durante la ritirata delle truppe tedesche, un bombardamento delle truppe alleate Flying Fortress causò danni gravissimi alla stazione e la morte del capostazione Antonio Uncini. Dal 2000 è stata affissa una targa in stazione, situata nella parete esterna del fabbricato viaggiatori, dal lato binari, in ricordo del ferroviere.

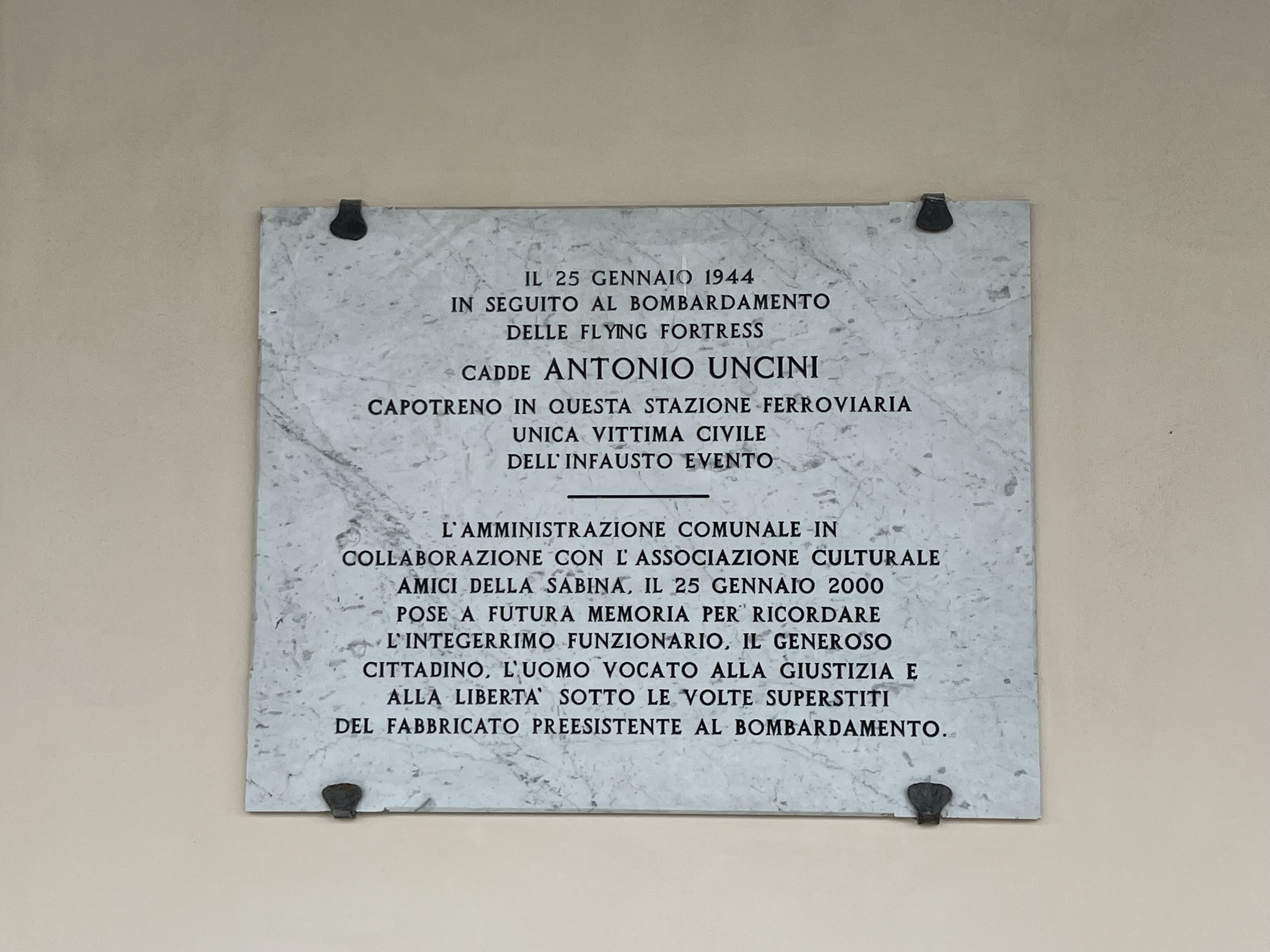
La targa posta in memoria del capotreno Uncini

Dal 1944 all'ottobre del 1946 la stazione divenne il capolinea del tratto di linea fra Rieti e Antrodoco, unico tratto in cui la linea era percorribile in seguito ai bombardamenti; alla fine della guerra il fabbricato viaggiatori venne ricostruito e fu realizzata la pensilina sulla banchina del primo binario.
A partire dagli anni Ottanta fu più volte preso in considerazione il trasferimento della stazione a sud della città, nella zona di Fonte Cottorella, per liberare la città dai binari che la attraversano da est ad ovest causando intralcio al traffico a causa dei cinque passaggi a livello e della presenza di soli due sottopassi stradali.
La stazione è impresenziata dal 1993, anno di fine dei lavori sulla linea per l'introduzione del Dirigente Centrale Operativo in sostituzione del Dirigente Unico. Nel periodo successivo la stazione cade in uno stato di disuso: viene chiusa la biglietteria, e con la progressiva riduzione del numero di treni la stazione rimane aperta solo poche ore al giorno. Ancora nel 2006 non disponeva di biglietterie né a sportello né automatiche, e chiudeva alle ore 12,20.
Negli ultimi anni la stazione è stata oggetto di vari interventi di riqualificazione: nel 2008, con il subentro di FCU nella gestione del servizio passeggeri, il numero di collegamenti è aumentato e la stazione è tornata ad essere aperta per l'intera giornata; l'area dell'ex scalo merci è passata da Ferrovie dello Stato al comune di Rieti e dal novembre 2009 è stata destinata a capolinea degli autobus Cotral; nel 2014 al posto dell'ex biglietteria è stato collocato un presidio della polizia municipale; nel 2016 è stata installata una biglietteria automatica.
Nel periodo 2024-2025 sono stati avviati i lavori per l'ammodernamento della stazione ferroviaria.

## Strutture e impianti

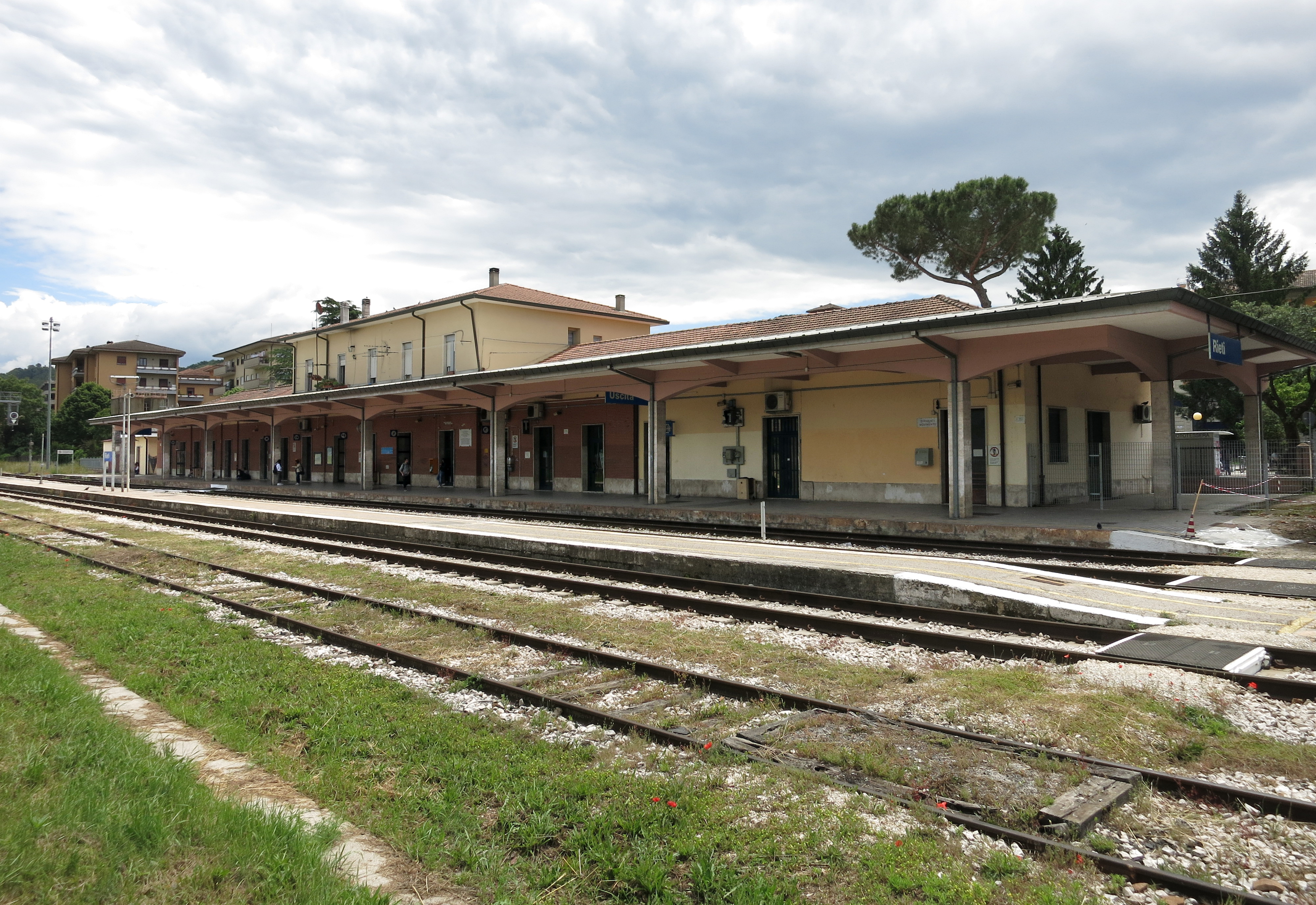
Il fabbricato viaggiatori visto dal lato binari

Il fabbricato viaggiatori si compone di tre corpi: il corpo centrale si sviluppa su due livelli; quello inferiore ospita i servizi.
Sul lato Terni la stazione disponeva di uno scalo merci con annesso magazzino, a cui fanno capo quattro binari tronchi; lo scalo è stato smantellato e il magazzino è stato convertito a deposito.
Il piazzale interno si compone di quattro binari passanti: i primi due sono in tracciato deviato, il terzo è quello di corretto tracciato, mentre il quarto (in tracciato deviato) non è adibito all'imbarco dei passeggeri ed è usato solo per il ricovero dei mezzi. I binari sono serviti da due banchine: una ampia e coperta da pensilina, a servizio del primo binario, e una stretta e scoperta, a servizio del secondo e terzo binario e posta tra di essi. Entrambe le banchine hanno una lunghezza di 101 metri, un'altezza sul piano del ferro inferiore al valore standard di 55 cm, e sono collegate tra loro da passerelle pedonali a raso.

## Servizi
Nel corpo principale del fabbricato viaggiatori si trova la sala di attesa, dove trovano spazio l'infopoint COTRAL (con vendita di biglietti e abbonamenti) e un presidio della Polizia Municipale, sorti negli spazi della ex biglietteria. Nei corpi laterali si trovano un bar e un'edicola-tabaccheria.
Le due banchine sono collegate fra loro da una passerella in cemento, non accessibile ai disabili.
- Biglietteria automatica self service
- Bar
- Sala di attesa
- Servizi igienici

## Interscambi

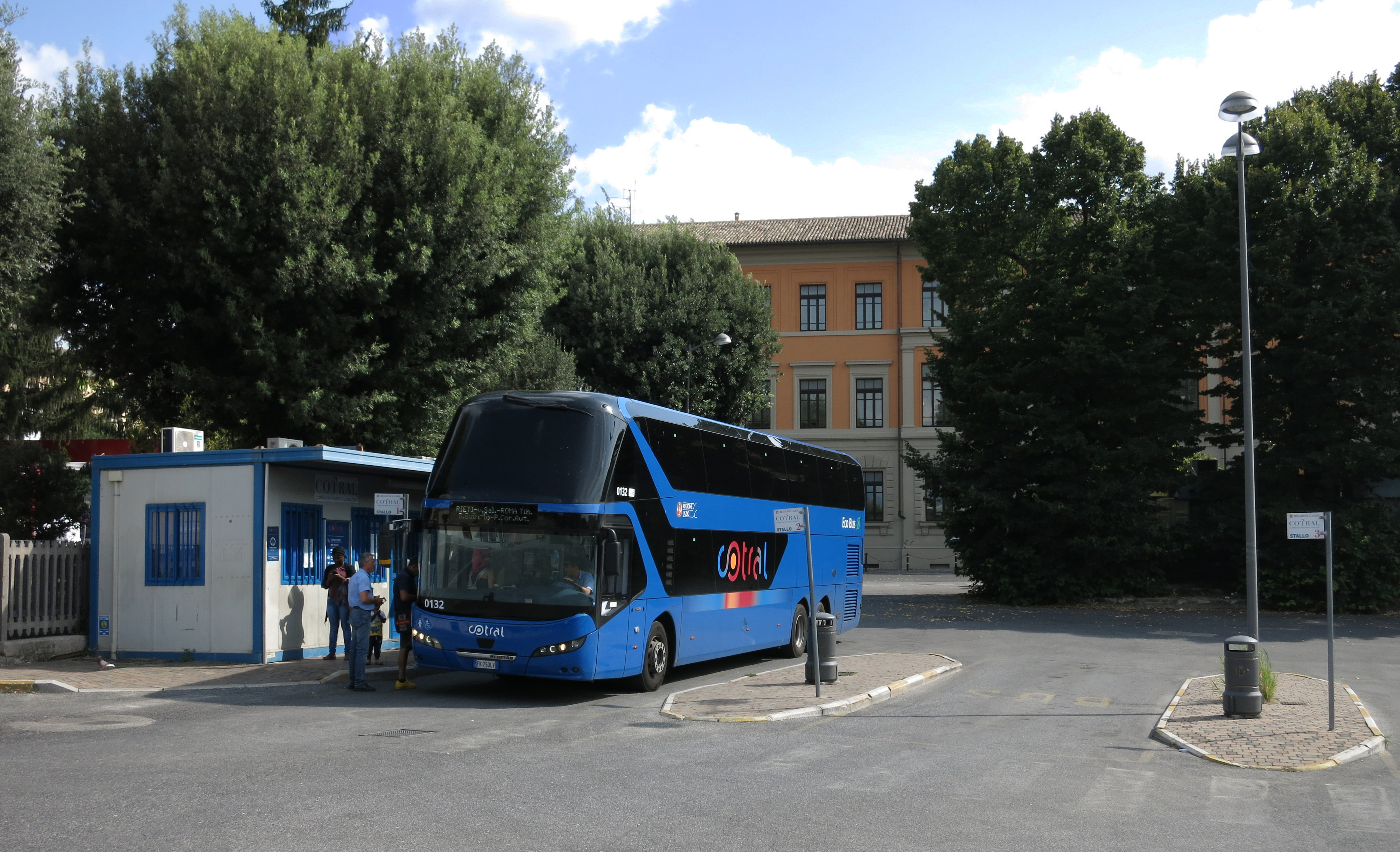
L'autostazione COTRAL con un autobus della linea Rieti-Roma

All'esterno della stazione, lungo viale Morroni, effettuano fermata alcune delle linee urbane di autobus e la linea per il Monte Terminillo, gestite dalla ASM. Nell'ex scalo merci si trova invece l'autostazione della COTRAL, capolinea delle autolinee per Roma e per altre località dell'intera provincia di Rieti. Entro il 2025 si progetta di far divenire la zona anche il capolinea delle linee ASM, andando a sostituire quello di Piazza Cavour.
- Fermata autobus urbani e interurbani

## Movimento

### Passeggeri

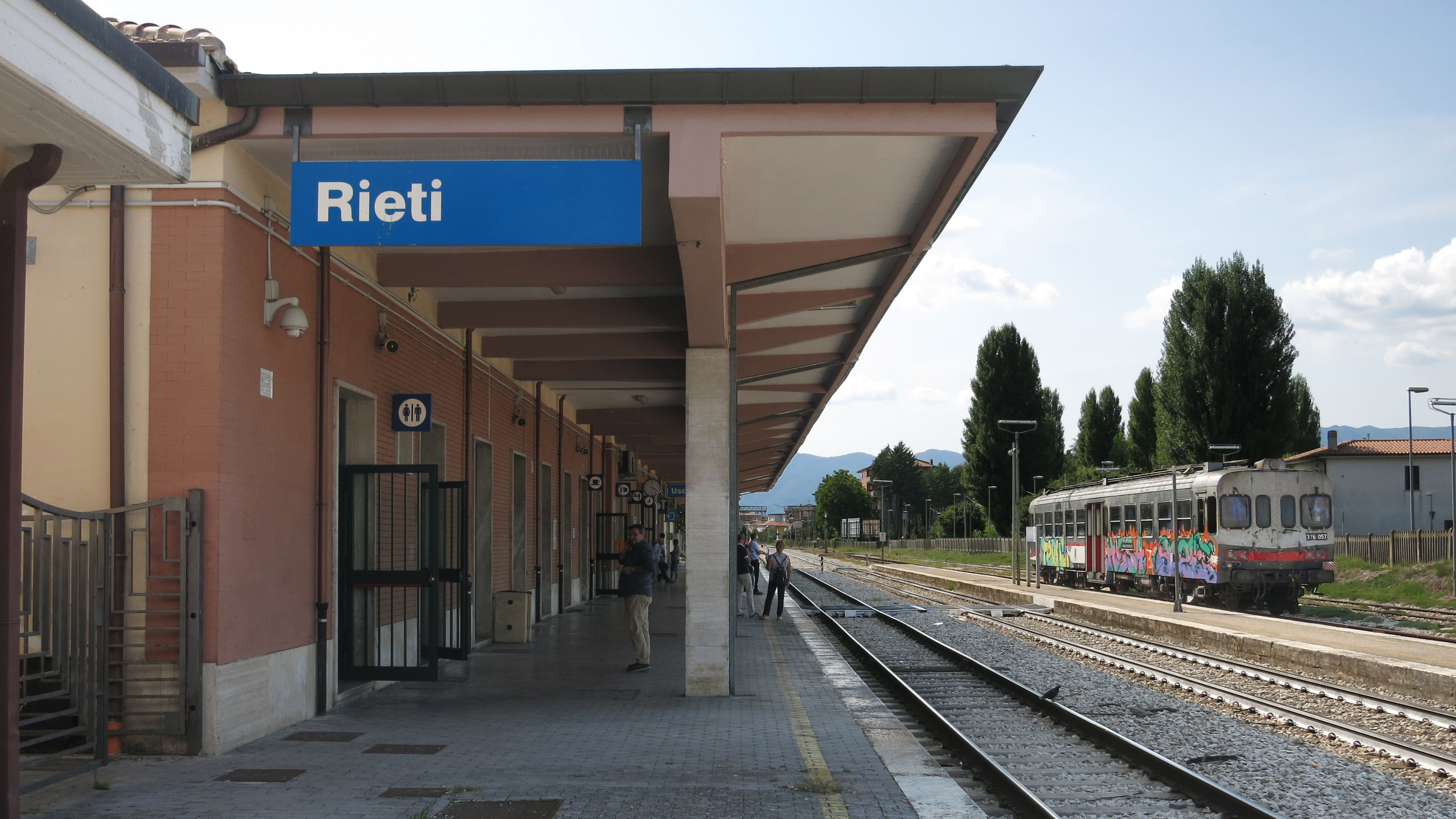
Una ALn 776 in sosta nella stazione

La stazione è servita dai treni regionali di Busitalia (ex FCU), nell'ambito del contratto di servizio stipulato tra Trenitalia e la regione Lazio. Il servizio è svolto per mezzo di automotrici diesel ALn 776.
Nella stazione fermano tutti i treni in transito (al 2019, 18 coppie al giorno). La maggior parte di essi svolge la relazione Terni-L'Aquila, mentre alcuni sono limitati alla relazione Terni-Antrodoco Centro; infine la stazione è capolinea di un piccolo numero di treni (al 2019, due coppie al giorno), classificati come regionali veloci, che svolgono la relazione diretta Rieti-Roma Tiburtina (via direttissima Roma-Orte), servizio effettuato dal 2023 con i nuovi treni trimodali Hitachi Blues.
Nel 1986 la stazione era frequentata da 424 000 viaggiatori all'anno. Nel 2007 il numero di passeggeri annuali era sceso a 179 033.

### Merci

Il raccordo che collegava Supertessile e Zuccherificio alla stazione

Il traffico merci è assente. In passato il servizio merci era fiorente: ancora nel 1992 vi transitavano ogni anno 6 500 000 tonnellate per chilometro. Ciò è testimoniato dalla vastità dell'ex scalo merci, dove è ancora presente il fabbricato merci e i quattro binari tronchi. Gli ultimi servizi merci, tra Terni e Rieti, sono avvenuti nel 2001.
Da qui inoltre partiva un raccordo per la zona industriale della città in viale Maraini (nata con lo Zuccherificio di Rieti e sviluppatasi con lo stabilimento SuperTessile della SNIA Viscosa e lo stabilimento della Montecatini), ormai dismessa e inglobata nel tessuto urbano. Il raccordo correva a fianco dell'attuale via Porrara per poi attraversarla e raggiungere lo Zuccherificio, dopo il quale attraversava viale Maraini per raggiungere lo stabilimento SNIA. I binari sono ancora visibili in corrispondenza dei due attraversamenti stradali del raccordo: in viale Maraini, all'altezza del civico 120, e all'inizio di via Porrara (alla curva poco dopo l'incrocio con via Morro), specialmente sui marciapiedi o sul bordo della strada, dove non sono stati inglobati nell'asfalto.